# جبل بيغ مووس
جبل بيغ مووس (بالإنجليزية: Big Moose Mountain)‏ ويعرف أيضا بجبل بيغ سكوا (بالإنجليزية: Big Squaw Mountain)‏ هو جبل يقع في مقاطعة بيسكاتاكيس في ولاية مين. 